# Hippodrome de Montréal
 (janvier 2020).
Si vous disposez d'ouvrages ou d'articles de référence ou si vous connaissez des sites web de qualité traitant du thème abordé ici, merci de compléter l'article en donnant les références utiles à sa vérifiabilité et en les liant à la section « Notes et références ».
L'Hippodrome de Montréal (également connu sous son nom original de Blue Bonnets) est une installation de courses de chevaux, sous harnais, situé à Montréal au Québec, Canada ouverte en 1872 et fermée en 2009.
Le site est maintenant en train d'être développée en tant que quartier résidentiel.

## Historique

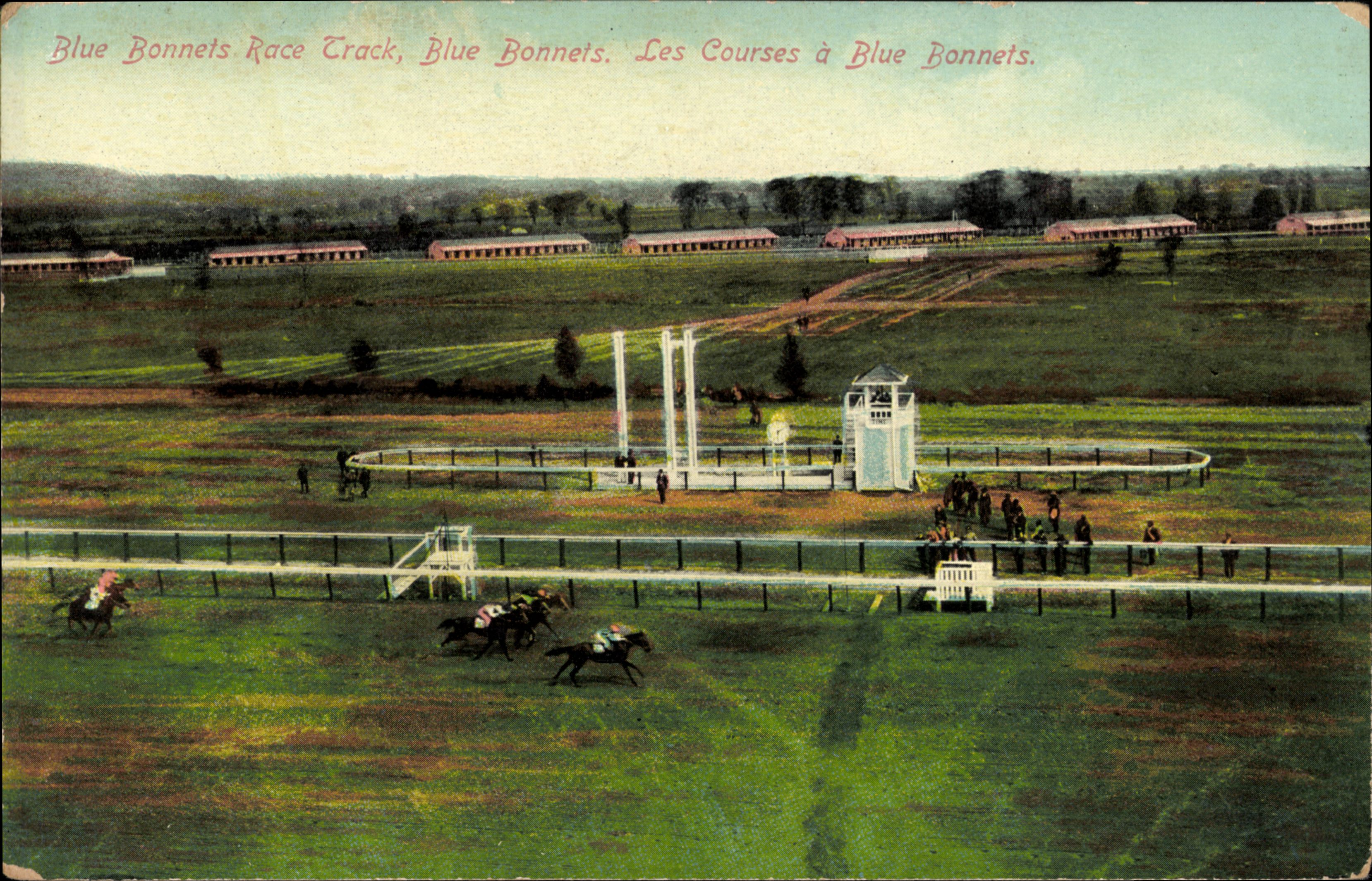
Blue Bonnets en 1909

En 1872, l'hippodrome Blue Bonnets pour les courses de chevaux pur-sang était situé à Ville Saint-Pierre. En 1905, John F. Ryan fonde le Jockey Club de Montréal, ainsi que le nouveau Blue Bonnets Raceway sur le boulevard Décarie le 4 juin 1907. Montagu Allan est président de Blue Bonnets de 1907 jusqu'en 1920 quand il est remplacé par JKL Ross, propriétaire de Sir Barton, le premier pur-sang à gagner la Triple Couronne aux États-Unis. 
En 1932, Joseph Cattarinich et Léo Dandurand, Louis Létourneau achètent Blue Bonnets. L'année 1943 marque la première apparition des courses attelées et en 1954 les courses de plat pur-sang prennent fin. 
En 1958, le financier Jean-Louis Lévesque (une rue a été nommée en son nom tout près du site de l'hippodrome) achète Blue Bonnets, construit un nouvel hippodrome de plusieurs millions de dollars et ramène en 1961 les courses de pur-sang. En 1965, Paul Desmarais le PDG de Power Corporation du Canada prend le contrôle de Blue Bonnets. En 1970, la société Campeau Corporation acquiert l'installation pour un vaste projet de redéveloppement incluant un grand magasin et des immeubles de bureaux.
En juillet 2011, l'hippodrome de Montréal est l'hôte de la tournée U2 360° Tour du groupe U2. Les concerts ont lieu les 8 et 9 juillet. À cette fin, le groupe débourse 3 millions de dollars pour la construction du stade qui ne servira qu'à ces deux dates. La structure sera par la suite démontée pour faire place à un projet immobilier. Il s'agit donc du dernier événement à avoir lieu sur le site de l'hippodrome, lequel deviendra du même coup le plus grand spectacle extérieur payant de l'histoire de la ville de Montréal.

### Propriété publique
En 1991, à cause de difficultés financières, la Société d'habitation et de développement de Montréal (SHDM) fait l'acquisition des installations de Blue Bonnets. En 1995, le nom de Blue Bonnets disparaît et l'hippodrome est rebaptisé Hippodrome de Montréal. Il est désormais exploité par le gouvernement du Québec via l'agence SONACC (Société nationale du cheval de course) et comprend des courses attelées, des ententes entre les hippodromes de paris sportif aux États-Unis. L'établissement dispose de deux restaurants avec des centaines de terminaux de loterie vidéo et machine à sous.
En 2009, le 19 octobre, Attractions Hippiques du Québec cesse toutes ses activités et plus spécifiquement, c'est la fin des courses à chevaux à l'Hippodrome de Montréal.

### Présidents de Blue Bonnets
- H. Montagu Allan (1907-1920)
- J. K. L. Ross (1920-1931)
- Kenneth Thomas Dawes (1931-1933)
- Joseph Cattarinich (1933-1938)
- J.-Eugene Lajoie (1938-1939)
- Louis Letourneau (1939-1942)
- J. Eugene Lajoie (1942-1958)
- Jean-Louis Lévesque (1958-1970)
- Raymond Lemay (1970-1973)
- Alban Cadieux (1973-1983)
- Andre Marier (1983-1994)
- Gilbert l'Heureux (1994-1995)
- Jacques Brulotte (1995-2000)
- Jean-Pierre Lareau (2000-2002)
- Richard Castonguay (2002–2007)
- Sénateur Paul J. Massicotte, propriétaire d'Attractions Hippiques (2007-2009)

## Quartier Namur-Hippodrome
La ville de Montréal est propriétaire des lieux depuis 2017 et s'engage à travailler avec les promoteurs immobiliers dans les six années suivantes. Jusqu’à mai 2023, un seul appel d’offres – visant le milieu communautaire – s’est conclu positivement. Le 13 mai 2023, la ville annonce le premier développement sur le site : l'organisme à but non lucratif Espace La Traversée, qui est connu pour des projets de logement social, est engagé à construire entre 200 et 250 unités de location.
Le 29 mai 2023, une quinzaine de partenaires dont les trois paliers de gouvernements annoncent GALOPH : Groupe d’Accélération pour l’Optimisation du Projet de l’Hippodrome pour planifier le nombre et la hauteur des habitations et l'espace dédié aux équipements civiques.
Le 19 avril 2024, la ville dévoile un plan pour un quartier carboneutre Namur-Hippodrome avec près de 20 000 logements, dont la moitié auront des loyers abordables, reliés au métro par un tramway. Le site de 43 hectares aurait des équipements sportifs, communautaires et culturels, des services de proximité, des zones d’emplois, des écoles, un centre sportif, une bibliothèque, un pôle de santé, 14 hectares de nouveaux parcs et places publiques, une plantation massive d’arbres et de végétaux, ainsi qu’une gestion écologique des eaux,.
Après avoir manqué un début de construction prévu en 2025, le gouvernement du Québec autorise un délai supplémentaire au GALOPH et un autre comité est formé.